# Juan Paletta
Juan Paletta, conosciuto anche con il nome Ivan (Rosario, 1940), è un ex calciatore argentino, di ruolo attaccante.

## Carriera
Argentino di nascita, ha vissuto la sua carriera agonistica negli Stati Uniti d'America. Dal 1967 al 1969 giocò nei Philadelphia Ukrainians, franchigia dell'American Soccer League, con cui vince il campionato 1967-1968.
La sua militanza con gli Ukrainians fu interrotta da un passaggio nel 1968 viene ingaggiato dalla franchigia statunitense dei Washington Whips per giocare nella prima edizione della NASL. Con i Whips ottenne il secondo posto dell'Atlantic Division, non accedendo alla fase finale del torneo.
Dal 1969 al 1971 è in forza ai Philadelphia Spartans, squadra della ASL, con cui ottiene come miglior piazzamento il secondo posto nell'American Soccer League 1970; nella stessa stagione fu capocannoniere con sei reti del torneo a pari merito con Wilberforce Mfum degli Ukrainians.
Dopo due anni in forza ai Delaware Wings Paletta torna a giocare nella NASL con i Philadelphia Atoms, non riuscendo a superare nella stagione 1974 la fase a gironi del torneo. Tornò agli Atoms nel 1976 senza però giocare alcun incontro; nello stesso anno con gli Atoms giocò un incontro nella North American Soccer League Indoor.

## Palmarès

### Competizioni statali
- American Soccer League: 1

Philadelphia Ukrainians: 1967-1968

### Individuale
- Capocannoniere dell'American Soccer League: 1

1970 (6 gol, a pari merito con Wilberforce Mfum)